# Bosco di Faeto
Il bosco di Faeto (detto anche bosco Difesa) è una selva naturale d'alto fusto ubicata nel territorio comunale di Faeto, lungo la dorsale appenninica dei monti della Daunia, all'interno del territorio della comunità francoprovenzale di Puglia nel distretto storico della Valmaggiore.

## Territorio
Situato a poca distanza dal centro abitato di Faeto, lungo le pendici settentrionali del monte Difesa (1 060 m s.l.m.), e attraversato per tutta la sua lunghezza dalla strada provinciale 128, il bosco si estende su 1210000 m² fino al canale del Feudo, un affluente di sinistra del Celone notevole per la presenza di numerosi mulini ad acqua. A causa dell'esposizione in ombra e dell'altitudine cospicua (oscillante tra 775 e 1 050 m s.l.m.), il bosco risente di un microclima relativamente freddo e tendenzialmente asciutto, ma con sporadici temporali estivi e copiose nevicate invernali.
In virtù della sua notevole rilevanza ecologica l'intero bosco, unitamente a tutto il massiccio del monte Cornacchia, costituisce un sito di interesse comunitario.

## Flora e fauna
La flora è costituita essenzialmente da latifoglie decidue con fitto sottobosco, lungo un orizzonte fitoclimatico di transizione tra castanetum e fagetum. Le essenze predominanti sono il cerro e il faggio (con presenza di diversi alberi monumentali), cui si consociano varie specie di acero e sorbo oltre a numerose altre piante arboree e arbustive, mentre più sporadica è la presenza dell'elemento erbaceo. Nelle bassure umide si sviluppa invece una vegetazione riparia a diversa composizione floristica, con presenza di salici, pioppi e frassini e con fitto sottobosco erbaceo. Nel mezzo del bosco vi è anche un orto botanico.
Assai numerosa è la fauna; tra le varie specie di mammiferi spicca il lupo appenninico, ma molto ricca è anche la presenza di uccelli e anfibi. La grande disponibilità di ghiande, faggine e frutti del sottobosco agevola inoltre l'allevamento tradizionale semibrado del maiale nero, una particolare razza suina locale da cui si ricava un prodotto tipico fregiantesi del marchio PAT: il prosciutto di Faeto.